# 擬眼蛺蝶屬
擬眼蛺蝶屬（Cracker，學名：Ectima）是蛺蝶科苾蛺蝶亞科蛤蟆蛺蝶族中的一屬。物種分佈於新熱帶界。曾被誤視作蜆蝶。

## 物種
- 玉潤擬眼蛺蝶 Ectima erycinoides
  - 直帶擬眼蛺蝶 E. e. erycinoides = E. rectifascia
- 擬眼蛺蝶 Ectima iona
- 麗雅擬眼蛺蝶 Ectima lirides = 白帶擬眼蛺蝶 "E. liria
- 鞘擬眼蛺蝶 Ectima thecla